# La parola all'accusa
La parola all'accusa (I Accuse) è un film del 2003, diretto da John Ketcham, con John Hannah e Estella Warren.

## Trama
Una giovane viene stuprata dal medico dell'ospedale ma lei non può provarlo.